# هلسبي (تشيشير)
هلسبي (بالإنجليزية: Helsby)‏ هي قرية و أبرشية مدنية تقع في المملكة المتحدة في إنجلترا. يقدر عدد سكانها بـ 4,972 نسمة .

## أعلام
- تيد أولدفيلد
- هيثكوت وليامز